# Spatula puna

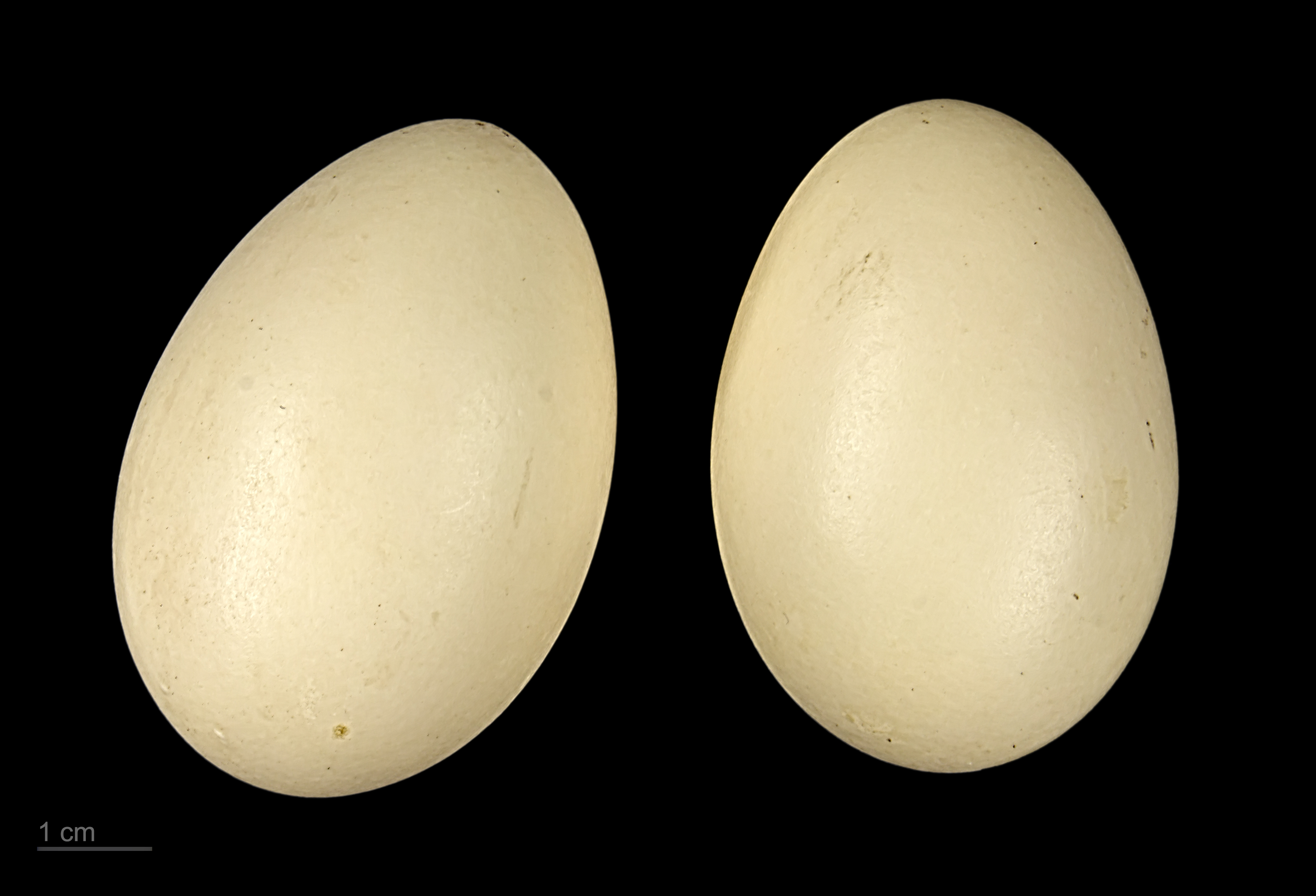
Anas puna - MHNT

El pato puna o cerceta de la puna (Spatula puna) es una especie de ave anseriforme de la familia Anatidae propia de América del Sur. Su distribución geográfica comprende las regiones montañosas de los altos Andes (región de la Puna) en Perú, Bolivia y el norte de Chile y Argentina.

## Características
Es muy parecido a Spatula versicolor, por ello muchos autores lo tratan como una subespecie de esta especie (Spatula versicolor puna). Es más pálido que Spatula versicolor, tiene una amplia corona negra, no es parda. Presenta el puntuado y barreado en el pecho y flancos, menos notable que Spatula versicolor. El pico es azulado y no presenta amarillo como la Spatula versicolor.

## Hábitat
Habita en los lagos y lagunas alto andinos. Se le documenta de 3100 a 4600 m s. n. m.[cita requerida]